# Джеръми Брет
Джеръми Брет (на английски: Jeremy Brett) е английски актьор, най-известен с ролята си на Шерлок Холмс в сериала на телевизия „Гранада“. 

## Биография и творчество
Джеръми Брет, с рождено име Питър Джеръми Уилям Хъгинс, е роден на 3 ноември 1933 г. в Беркзуел Грейндж в Беркзуел, Англия. Син на лорд-лейтенант от Уоруикшир и потомък на фамилия Кадбъри. Учи в „Итън Колидж“ и се справя добре въпреки трудности в говора и произнасянето на буква „Р“. С много години на упражнения дори е участвал в колежанския хор.
После учи в Централното училище по слово и драма в Лондон, където се дипломира през 1954 г. По настояване на баща си променя фамилията си на „Брет“, като я взема от етикета на първия си костюм „Брет & Ко“.
Професионалния си актьорски дебют прави през 1954 г. в театъра в Манчестър, а дебюта му в Лондон е сцената на компанията „Old Vic“ в „Троил и Кресида“ през 1956 г. Първото му участие в голям филм е във „Война и мир“ през 1956 г., партнирайки на Одри Хепбърн. Избран е за участие поради приликата му с актрисата. Изиграва много класически роли на сцените на Бродуей в Ню Йорк.
На 24 май 1958 г. Брет се жени за актрисата Анна Маси (дъщеря на Реймънд Маси). Развеждат на 22 ноември 1962 г. Имат син – Дейвид Хъгинс, който е карикатурист, илюстратор и писател.
От 1960 г. участва в роли за британската телевизия – като Д'Артанян в „Тримата мускетари“ или като Фреди Ейнсфорд-Хил в „Моята прекрасна лейди“, където отново е с Одри Хепбърн. Участва в комедийни роли в „Съперници“ (1970), и във „Венецианският търговец“ (1970), заедно с Лорънс Оливие и Джоан Плоурайт.
От 1969 до 1976 г. Брет има романтична връзка с актьора Гари Бонд. През 1976 г. се жени за Джоан Съливан Уилсън, която умира от рак през юли 1985 г.
Въпреки участието му в много различни роли по време на 40-годишната му кариера Брет е най-запомнен с изпълнението си като Шерлок Холмс в 41 епизода на сериала „Приключенията на Шерлок Холмс“ на телевизия „Гранада“ в периода 1984-1994 г. Той е направен по оригиналните разкази на сър Артър Конан Дойл, а партньори са му актьорите Дейвид Бърк и Едуард Хардуик в ролята на д-р Уотсън.
Изявата на Брет в ролята на Холмс е считана за емблематична за своето време, каквото е изпълнението и на Базил Ратбоун през 40-те или на Ейли Норууд през 20-те години на 20 век. Преди това е играл и ролята на д-р Уотсън, което го прави един от четиримата актьори въплътили образите на двамата герои.
В претворяването на образа Джеръми Брет се старае да запази напълно автентичния за времето характер на Холмс, всички негови привички и маниери, описани от автора. Вживяването в образа на героя и смъртта на втората му съпруга му донасят маниакална депресия, която лекува няколко пъти в болница. Освен това той пуши много и има наследствена сърдечна обремененост, усложнена от заболяването му от ревматизъм още като дете. Въпреки влошеното здраве и външен вид той прави всичко възможно да продължи снимките на поредицата.
Джеръми Брет умира на 12 септември 1995 г. в дома си в Клафам, Лондон, от сърдечна недостатъчност. Мел Гусов пише в некролога за „Ню Йорк Таймс“ – "Г-н Брет бе считан като най-типичният Холмс”

## Филмография
- Svengali (1954)
- War and Peace (1956) – като Николай Ростов
- The Very Edge (1962)
- The Wild and the Willing (1962)
- Girl in the Headlines (1963)
- Act of Reprisal (1964)
- Моята прекрасна лейди, My Fair Lady (1964) – като Фреди Ейнсфорд-Хил
- Nicholas and Alexandra (1971)
- A Picture of Katherine Mansfield (1973) – като Джон Мидълтън Мъри
- Портретът на Дориан Грей, The Picture of Dorian Gray (1976) – като Базил Холуърд
- The Medusa Touch (1978)
- Mad Dogs and Englishmen (1995)
- Moll Flanders (1996)